# 8870 von Zeipel
8870 von Zeipel este un asteroid din centura principală de asteroizi.

## Descriere
8870 von Zeipel este un asteroid din centura principală de asteroizi. A fost descoperit pe 6 martie 1992 la Observatorul La Silla în cadrul programului UESAC. Asteroidul prezintă o orbită caracterizată de o semiaxă mare de 2,94 ua, o excentricitate de 0,14 și o înclinație de 2,0° în raport cu ecliptica.